# AMOS 6
O AMOS 6 foi um satélite de comunicação geoestacionário israelense da séries AMOS que foi construído pela Israel Aerospace Industries (IaI). Ele seria colocado na posição orbital de 4 graus de longitude oeste e iria ser operado pela Spacecom. O satélite foi baseado na plataforma AMOS-HP Bus e sua expectativa de vida útil seria de 16 anos. O satélite foi destruído, em 1 de setembro de 2016, durante a explosão do seu veículo lançador, quando ele ainda estava sendo preparado na plataforma de lançamento.

## Lançamento
O satélite estava previsto para ser lançado ao espaço no ano de 2016, por meio de um veículo Falcon 9 Full Thrust a partir da Estação da Força Aérea de Cabo Canaveral, na Flórida, EUA. Ele teria uma massa de lançamento de 5500 kg.

## Capacidade e cobertura
O AMOS 6 era equipado com 29 transponders em banda Ku e 24 em banda Ka para fornecer uma ampla gama de serviços de Steerable banda Ku com cobertura para a Europa e Oriente Médio, bem como feixes de band Ka para fornecer serviços de banda larga para a África e Europa. O satélite estava previsto para substituir o satélite AMOS 2 na posição orbital de 4 graus oeste, que está previsto para ser aposentado em 2016.

## Acidente do AMOS 6
O satélite estava agendado para ser lançado pela SpaceX em 3 de setembro de 2016. Entretanto, em 1 de setembro de 2016, durante o carregamento de propelente para um teste de rotina, o veículo de lançamento Falcon 9 sofreu uma anomalia que causou a explosão e destruição de ambos o veículo e o satélite AMOS 6.
 A explosão iniciou próxima ao topo do tanque de oxigênio líquido do primeiro estágio do foguete. Devido à destruição do satélite ter ocorrido antes do lançamento, a apólice de seguro não foi coberta pelo seguro da Spacecom, mas sim pela da fabricante, IAI. O contrato da Spacecom com a SpaceX especificava que a Spacecom poderia escolher entre receber U$ 50 milhões, ou um lançamento futuro sem custos. A Spacecom escolheu o futuro lançamento do AMOS 17.
Reportagens de novembro de 2016 indicaram que a SpaceX havia determinado a principal causa para a anomalia, que a mesma poderia ser corrigida, e que a SpaceX voltaria a lançar novos foguetes em dezembro de 2016. Em 2 de janeiro de 2017, a SpaceX fez uma declaração oficial indicando que a causa da falha estava relacionada aos tanques COPV, causando perfurações que permitiram ao oxigênio líquido/sólido acumular, posteriormente pegando fogo devido a fricção.